# Jaromír Bakule
Jaromír Bakule (1918/1919 – ?) byl český fotbalista, trenér a činovník.

## Hráčská kariéra
Začínal v SK Přeštice, jemuž v sezoně 1942/43 pomohl vybojovat postup do I. A třídy. Působil také v SK Hnidousy. V nejvyšší soutěži hrál za SK Plzeň v ročníku 1943/44. Po sestupu SK Plzeň z I. ligy se vrátil do Přeštic. Poté nastupoval za SK Klatovy mj. s Václavem Šlédrem.

### Prvoligová bilance
| Ročník          | Zápasy | Góly | Minuty | Klub     |
| --------------- | ------ | ---- | ------ | -------- |
| I. liga 1943/44 | –      | 0    | –      | SK Plzeň |
| CELKEM I. LIGA  | –      | 0    | –      |          |

## Trenérská a funkcionářská kariéra
Po skončení hráčské kariéry se stal trenérem. Krátce vedl fotbalisty Přeštic a později byl v klubu pokladníkem.